# Cung Nghị viện România
Cung Nghị viện România, thường được gọi là Toà Quốc hội Romania, là trụ sở của của Quốc hội Romania.
Tòa nhà được khởi công xây dựng vào năm 1984 và hoàn thành vào năm 1989 với tổng diện tích khuôn viên 365.000 m2.. Tọa lạc trên đồi Spirii, một quả đồi nổi tiếng ở thủ đô Bucharest. Tòa nhà Quốc hội Romania có chiều rộng 270m, chiều dài 240m, cao 86m và phần ngầm dưới đất sâu 92m, tất cả có 1.100 phòng và 12 tầng nổi, 8 tầng ngầm. Tòa nhà được xây dựng với những đường nét kiến trúc được kết hợp từ nhiều phong cách kiến trúc khác nhau.